# Reigate e Banstead

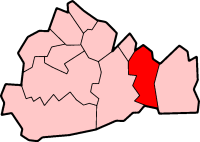
Localização de Reigate e Banstead

Reigate e Banstead é um distrito local a leste de Surrey, na Inglaterra. Abrange as cidades de Reigate, Banstead, Redhill e Horley.
O distrito foi formado em 1º de Abril de 1974, ao abrigo do Local Government Act 1972. Foi uma fusão da antiga freguesia de Reigate com Banstead urbano e uma parte dpo distrito rural de Dorking e Horley. Existem duas paróquias civil dentro da freguesia são: Horley e Salfords e Sidlow.
Após as eleições 3 de Maio de 2007, há 41 assentos distribuídos entre conservadores, liberais democratas, trabalhistas e um independente.
Nos últimos anos, o distrito de Reigate e Banstead tem se notabilizado pelo número de jovens conselheiros eleitos, desmentindo a percepção geral dos conselhos locais.

## Cidades-irmãs
- Brunoy na Franca
- Eschweiler na Alemanha[2]